# Freesia alba
Freesia alba es una planta herbácea de la familia de las iridáceas con un olor dulce e intenso a azucena. Se cría con facilidad y se expande rápidamente. Procede de Sudáfrica.

## Sinonimia
Tiene la siguiente sinonimia:
- Freesia leichtlinii subsp. alba (G.L.Mey.) J.C.Manning & Goldblatt
- Freesia refracta var. alba G.L.Mey